# رازغراد
رازغراد (بالبلغارية: Разград)‏ هي مدينة من مدن بلغاريا. وهي تابعة لمقاطعة رازغراد. وتعد مدينة رازغراد المركز الإداري للمقاطعة. يَبلغ عدد سُكانها 33,416 نسمة وذلك حسب إحصائيات سنة 2012. يبلغ ارتفاع المدينة عن سطح البحر قرابة 270 متر. تبلغ مساحتها 92.845 كم². تقع على خط عرض.

## التاريخ
بُنيت رازغراد على أنقاض المدينة الرومانية القديمة أبريتوس على ضِفاف نهر بيلي لوم. بُنيت أبريتوس على يد التراقيون في القرنين الرابع والخامس قبل الميلاد. تم العثور على عِدة عُملات برونزية للملك التراقي سوكس الثالث (330-300 ق.م)، وعُثر على قطع فخارية وأثرية من حكام آخرين ومذبح قرباني لهرقل.
من المعالم الرئيسية في رازغراد مجمع فاروشا المعماري من القرن الـ19، والمتحف الإثنوغرافي والعديد من المتاحف الأخرى، وبرج الساعة المميزة في وسط المدينة وقد بُني في سنة 1864، وكنيسة القديس نقولا صانع المُعجزات بُنيت سنة 1860، ونحت شيشما مومينا، وضريح أوسواري من المحررين (1879-1880)، ومسجد إبراهيم باشا والذي بُني سنة 1530، ويقال إن المسجد واحداً من أكبر المساجد في البلقان (باستثناء تركيا).
شَهدت المدينة سنة 251 معركة أبريتاس التي هُزم خلالها الإمبراطورية الرومانية من قِبل القوط أثناء حُكم الإمبراطور الروماني ديكيوس. وتُعتبر المعركة مهمة ومشهورة بسبب أنها المرة الأولى التي يُقتل فيها إمبراطور روماني في معركة مع القوط.

## توأمة
لرازغراد اتفاقيات توأمة مع كل من:
- Wittenberge [الإنجليزية]‏
- كالاراش
- أوريول
- يانغتشو (2001 - )[6]

## أعلام
- كريسيا تودوروفا
- ستويشكو ستويف
- محمد باشا الصوفي الرازغرادي
- رفعت طوبجي أوغلي
- نيكولاي أنتونوف

## وصلات خارجية
- موقع بلدية رازغراد